# Nazionale di atletica leggera dell'Arabia Saudita
La nazionale di atletica leggera dell'Arabia Saudita (منتخب السعودية لألعاب القوى) è la rappresentativa dell'Arabia Saudita nelle competizioni internazionali di atletica leggera riservate alle selezioni nazionali.

## Bilancio nelle competizioni internazionali

### Giochi olimpici
La nazionale saudita di atletica leggera vanta 11 partecipazioni ai Giochi olimpici estivi su 29 edizioni disputate. L'unica medaglia olimpica vinta dalla rappresentativa dell'Arabia Saudita è l'argento conquistato da Hadi Soua'an Al-Somaily nei 400 metri ostacoli ai Giochi di Sydney 2000.
| Edizione    | Oro | Argento                                   | Bronzo |
| ----------- | --- | ----------------------------------------- | ------ |
| Sydney 2000 |     | Hadi Soua'an Al-Somaily (400 hs maschili) |        |

### Mondiali
| Edizione      | Oro | Argento | Bronzo                                       |
| ------------- | --- | ------- | -------------------------------------------- |
| Göteborg 1995 |     |         | Saad Shaddad Al-Asmari (3000 siepi maschili) |

### Campionati e Giochi asiatici
A livello continentale la rappresentativa saudita può vantare 28 ori, 21 argenti e 12 bronzi ai Campionati asiatici, nonché 17 ori, 5 argenti e 8 bronzi conquistati ai Giochi asiatici.